# Sybille Krosch

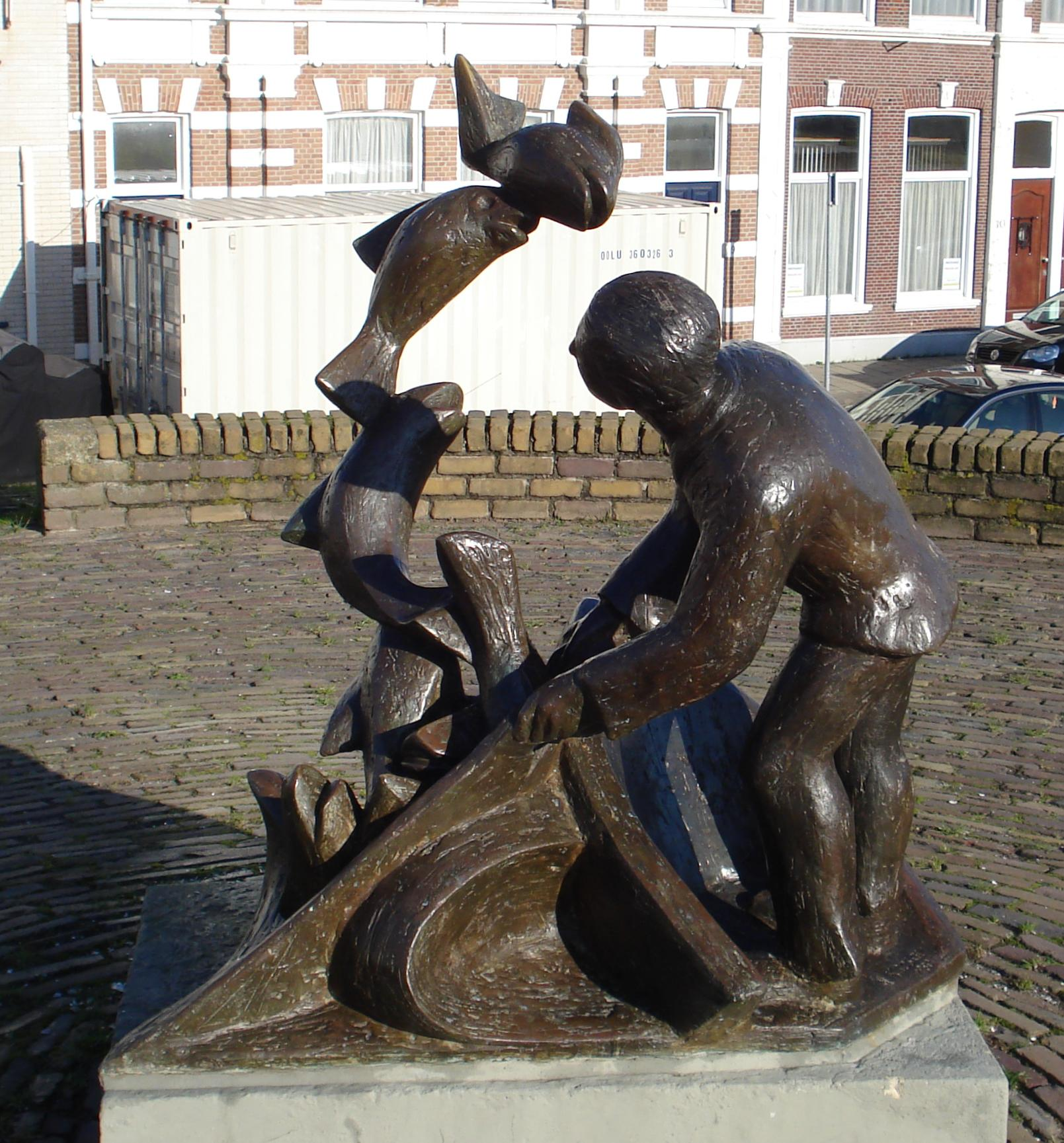
Wonderbare visvangst, Den Haag

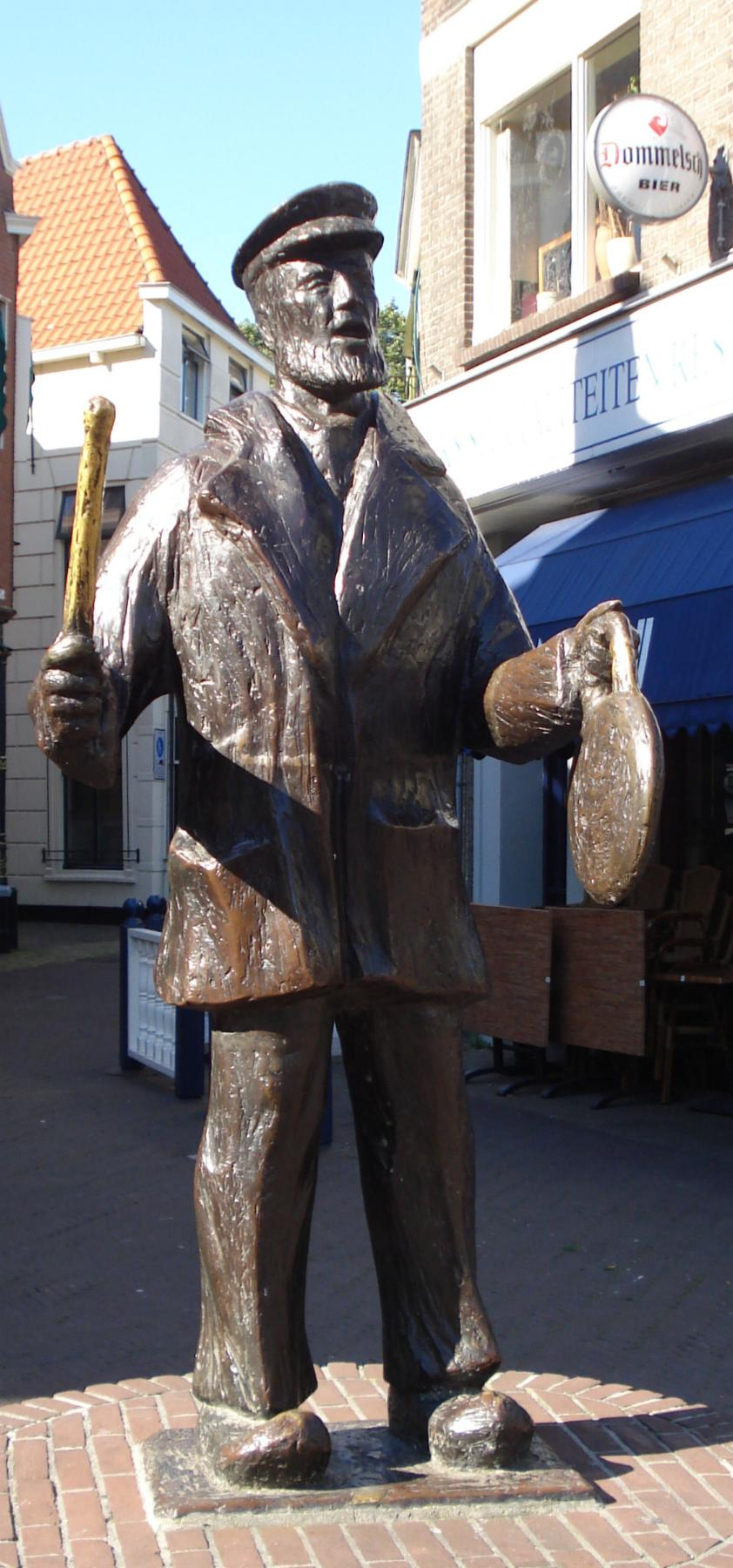
Stadomroeper, Vlaardingen

Sybille Krosch (Neuss, 26 oktober 1924) is een in Duitsland geboren Nederlandse beeldhouwster.

## Leven en werk
Sybille (ook wel Sybilla of Sibilla) Krosch werd geboren in het stadsdeel Norf van de Duitse stad Neuss. In 1948 verhuisde zij naar Den Haag, waar zij van 1956 tot 1960 beeldhouwkunst studeerde aan de Koninklijke Academie van Beeldende Kunsten. Krosch is werkzaam als figuratieve beeldhouwster van mens- en dierfiguren en als portrettiste. Zij is lid van de Haagse Kunstkring.

## Werken (selectie)
- 1958 Metaalreliëf, Steenwijklaan 10-12 in Den Haag
- 1960/62 Reliëf, Marterrade 4-8 in Den Haag
- 1964 Reliëf, Pachtersdreef in Den Haag
- 1962 het Gezin, Roosendaal Noord-Brabant[2]
- 1968 Standbeeld Zegevierende Commando[3], Engelbrecht van Nassaukazerne in Roosendaal
- 1974 Nest met vogels, Sytwinde/Lijsterbeslaan in Nootdorp
- 1977 Stadsomroeper, Westhavenplaats in Vlaardingen
- 1979 Kangoeroes, 't Oeverbos in Vlaardingen
- 1970/80 Kleine potjes hebben grote oren, Uiverlaan in Maassluis
- 1981 Wonderbare visvangst, Badhuiskade in Den Haag
- 1985 De schuitejager, Scheepswerf 18 in Leidschendam
- 1986 Drie katten, Campanulastraat in Den Haag
- ---- Schepen in de haven, Maassluis
- ---- Balspelende meisjes, Wipperspark in Maassluis
- ---- Kindergroepje, Burgemeester Wesselinkstraat in Maassluis
- ---- Vogels, gemeentehuis van Kaag en Braassem in Roelofarendsveen
- 1993 Kringloop van het leven, hal woningcorporatie De Goede Woning in Den Haag
- ---- Twee spelende kinderen, Poeldijk